# Kingcase Well

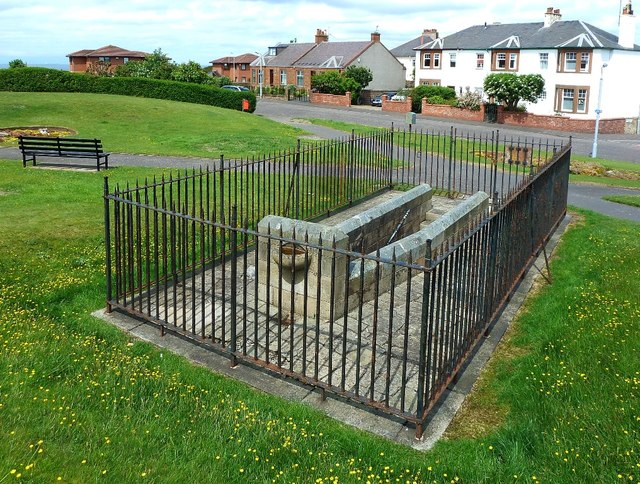
Kingcase Well

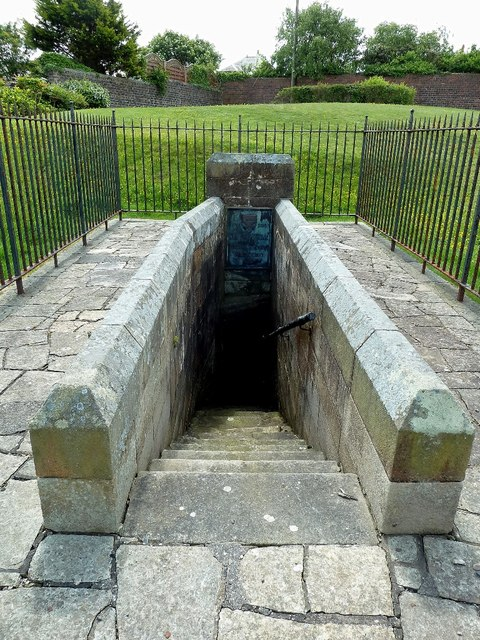
Abgang zum Brunnen

Der Kingcase Well ist ein mittelalterlicher Brunnen in der schottischen Stadt Prestwick in der Council Area South Ayrshire. 1971 wurde das Bauwerk in Gemeinschaft mit den zugehörigen Ruinen des St Ninan’s Hospitals in die schottischen Denkmallisten in der Kategorie B aufgenommen.

## Geschichte
Angeblich stiftete der schottische König Robert the Bruce das St Ninan’s Hospital mitsamt dem Kingcase Well, nachdem er durch Verköstigung des Quellwassers von einer Krankheit genas. Die früheste schriftliche Erwähnung datiert jedoch aus den 1450er Jahren, sodass die Stiftung nicht zweifelsfrei auf Robert the Bruce zurückführbar ist. Möglicherweise speiste die Quelle bereits seit dem 13. Jahrhundert einen Brunnen. Im St Ninan’s Hospital wurden zunächst Aussätzige behandelt. Nachdem die Krankheit in Schottland im Jahre 1603 keine Rolle mehr gespielt hatte, wurde es fortan als Kranken- und Armenhaus betrieben. Im Jahre 1912 restaurierte die Stadt die bis ins 18. Jahrhundert betriebene Einrichtung. Heute sind nur noch Fragmente der Anlagen erhalten. Noch in den 1830er Jahren waren Erdgräber auf dem Gelände sichtbar. Im Rahmen von Grabungen im Jahre 1913 wurden die Überreste von 24 Leichen exhumiert.

## Beschreibung
Die Anlage liegt an der Maryborough Road am Westrand von Prestwick. Auf dem parkähnlich gestalteten Gelände sind die Grundmauern des Krankenhauses an einigen Stellen bis zu einer Höhe von 2,2 m erhalten. Das 1,1 m mächtige Mauerwerk schließt einen Innenraum von 10,65 m × 5 m ein. Der Kingcase Well liegt 20 m nordöstlich des St Ninan’s Hospitals. Das runde Brunnenbecken besteht aus Bruchstein und liegt rund einen Meter unterhalb der umgebenden Grasfläche. Eine moderne Steinmauer fasst den Bereich ein. Stufen führen zum Brunnen hinab.